# Виноградов Іван Васильович
Архімандрит Ісаакій (у світі Іван Васильович Виноградов; 12 лютого (25 лютого) 1895, Санкт-Петербург — 12 січня 1981, Єлець, Липецька область) — архімандрит Російської православної церкви, учасник Білого руху. 

## Родина
- Батько — Василь Васильович Виноградов, син колишнього кріпосного, земський вчитель, протягом 39 років викладав у школі в селі Хотинці Ямбургського повіту, Петербурзької губернії.
- Мати — Анна Іванівна Лихачева, донька фельдшера, працювала вчителькою.

## Офіцер і поет
Закінчив перше Сакт-Петербурзьке реальне училище у 1913, два курса Санкт-Петербурзької духовної академії, прискорений курс Володимирського військового училища. 
Під час Першої світової війни брав участь у боях на Румунському фронті, був поранений, командував ротою. На початку 1918 вступив до загону полковника Дроздовського, із яким здійснив перехід із Яс на Дон, де приєднався до Добровольчої армії. У бою під Ростовом-на-Дону був удруге поранений, а під Гейдельбергом (назва німецької колонії в Криму) — поранений утретє. Завершив службу в Дроздовському полку в чині капітана і посаді полкового ад’ютанта. 
Був історіографом своєї частини, писав вірші, деякі із яких стали полковими піснями. Так, одна із пісень на його вірші була присвячена генералу Володимиру Вітковському і починалася словами: 
Чей чёрный «форд» летит вперёд
пред славными полками
и кто к победе нас ведёт
умелыми руками.
Пізніше, згідно одній із версій, ця пісня була перероблена із «білої» на «червону» — «Наш паровоз, вперед лети…».

## Емігрант
З 1920 — в еміграції. У складі свого піхотного полку знаходився у Галліполі, потім переїхав до Болгарії, де продавав газети, працював на щітковій фабриці і у сільському господарстів. 
1926 – прийнятий на другий курс Свято-Сергієвого богословського інституту в Парижі. Брав активну участь у роботі Російського студентського християнського руху (РСХР). Під час навчання в інституті митрополит Євлогій (Георгіївський) постриг його в ченці (20 лютого 1927). 
З 24 лютого 1927 — ієродиякон, з червня 1928 — ієромонах.
З 1928 чи 1929 служив у Празі, у Свято-Никольському соборі і у церкві Успіння Пресвятої Богородиці на Ольшанському цвинтарі.
З 1932 — ігумен, з 1936 — архімандрит. Був найближчим помічником архієпископа Сергія Королева. Викладав Закон Божий на Російських курсах при Російській академічній групі, багато займався з дітьми, був їх улюбленим наставником, займався організацією літнього табору «Вітязі». Читав лекції на військових та учнівських курсах, на конференціях та благодійних заходах. Мав популярність серед вірян. 
З 1927 брав участь у діяльності РЗВС, з січня 1944 — головний священик РЗВС.

## Аршет і заслання
Після окупації Праги більшовицькими військами у травні  1945 був арештований і 24 травня відправлений до СССР. Заточений до в’язниці у Львові, засуджений військовим трибуналом до десяти років позбавлення волі (головним звинуваченням була участь у діяльності РЗВС), відправлений до Карлагу, де займався важкою фізичною працею.
У 1946 – за клопотання архієпископа Сергія Королева та патріарха Алексія I був звільнений із табору і направлений під надзір до Актюбинську.

## Служіння в Казахстані та Єльці
З 1947 — настоятель у Казанському храмі в Алма-Аті, з 1948 — настоятель Нікольського катедрального собору і секретар Алма-Атинського єпархіального управління при митрополиті Миколаї Могилевському. Патріарх Алексій І мав намір рукопокласти його у сан єпископа, однак кандидатура Ісакія була відхилена Радою у справах релігій, через «біле» минуле. 
Після призначення на Алма-Атинську катедру архієпископа Алексія Сергієва, який давно був агентом КДБ, архімандрит Ісаакій був змушений залишити єпархію. 
1957—1958 – проходив послух у числі братії Свято-Троїцької Сергієвої лаври, планувалося призначити його викладачем у Московській духовній семінарії. Та йому було відмовленно у прописці в московській області, що призвело до переведення його до Воронезької єпархії. 
З 1958 до смерті — настоятель Вознесенського собору в Єльці, благочинний Єлецького округу. Був нагороджений рідкою нагородою — Патріаршим посохом.
Похований на єлецькому цвинтарі. 